# Ligne 2 du tramway d'Anvers
Pour les articles homonymes, voir Ligne 2.
La ligne 2 du tramway d'Anvers est une ligne de tramway  qui relie Hoboken (Zwaantjes) à Merksem.

## Histoire
1875 : Mise en service Anvers Suikerrui - Hoboken; traction hippomobile.
date inconnue : électrification; attribution de l'indice 2.
1963 : terminus reporté du Suikerrui à la Groenplaats.
31 mars 1972 : suppression de la section entre Anvers Central et la Groenplaats par la Keyserlei et Meir pour permettre les travaux du prémétro, terminus reporté à la boucle du Melkmart.
1975 : terminus reporté à la Groenplaats par le prémétro entre la Pelikaanstraat le long de la gare (trémie d'accès) et la Groenplaats par Opera.
1980 : extension du prémétro jusque Plantin via Diamant (déplacement de la trémie).
1990 : extension du prémétro vers la rive gauche de l'Escaut, terminus déplacé de la Groenplaats à Linkeroever.
1er septembre 2012 : abandon de la section Diamant - Linkeroever, terminus déplacé à Merksem Keizershoek via le prémétro entre Diamant et Sport.
6 août 2018 : terminus reporté d'Hoboken Lelieplaats à Hoboken Zwaantjes pour travaux de reconstruction sur la Kioskplaats,.
État au 1er septembre 2019 : 2 Hoboken Zwaantjes - Merksem P+R.
1er septembre 2019 : fin des travaux, terminus reporté à Hoboken Lelieplaats.
Depuis le 13 juin 2022, la ligne 2 est limitée à la station Zwaantjes à cause du mauvais état des voies entre Lelieplaats et Zwaantjes.

## Tracé et stations
La ligne 2 relie Hoboken (au Sud de l'agglomération) à Merksem (au Nord) via le centre ville. La ligne emprunte le prémétro d'Anvers de la station Plantin à la station Sport.

### Les stations
|  |   |  | Station                    | Lat/Long                    | Commune | Correspondances |
|  | - |  | -------------------------- | --------------------------- | ------- | --- |
|  | O |  | Zwaantjes                  | 51° 10′ 58″ N, 4° 22′ 23″ E | Anvers  | Ligne 4 du tramway d'Anvers · Ligne 10 du tramway d'Anvers                                                             |
|  | o |  | Sportstraat                | 51° 10′ 59″ N, 4° 22′ 42″ E | Anvers  | |
|  | o |  | Schijfwerper               | 51° 10′ 59″ N, 4° 23′ 02″ E | Anvers  | |
|  | o |  | De Bosschaert              | 51° 11′ 02″ N, 4° 23′ 19″ E | Anvers  | |
|  | o |  | Olympiade                  | 51° 11′ 07″ N, 4° 23′ 31″ E | Anvers  | Ligne 6 du tramway d'Anvers                                                                                            |
|  | o |  | Volhardingstraat           | 51° 11′ 13″ N, 4° 23′ 35″ E | Anvers  | Ligne 6 du tramway d'Anvers                                                                                            |
|  | o |  | Antwerp Expo               | 51° 11′ 30″ N, 4° 23′ 55″ E | Anvers  | Ligne 6 du tramway d'Anvers                                                                                            |
|  | o |  | deSingel                   | 51° 11′ 40″ N, 4° 24′ 09″ E | Anvers  | Ligne 6 du tramway d'Anvers                                                                                            |
|  | o |  | Markgravelei               | 51° 11′ 51″ N, 4° 24′ 26″ E | Anvers  | Ligne 6 du tramway d'Anvers                                                                                            |
|  | o |  | Provinciehuis              | 51° 11′ 55″ N, 4° 24′ 41″ E | Anvers  | Ligne 6 du tramway d'Anvers                                                                                            |
|  | o |  | Harmonie                   | 51° 12′ 05″ N, 4° 24′ 47″ E | Anvers  | Ligne 6 du tramway d'Anvers · Ligne 7 du tramway d'Anvers · Ligne 15 du tramway d'Anvers                               |
|  | o |  | Lange Leemstraat           | 51° 12′ 21″ N, 4° 25′ 05″ E | Anvers  | Ligne 4 du tramway d'Anvers · Ligne 6 du tramway d'Anvers · Ligne 15 du tramway d'Anvers                               |
|  | o |  | Plantin                    | 51° 12′ 38″ N, 4° 25′ 19″ E | Anvers  | Ligne 6 du tramway d'Anvers · Ligne 9 du tramway d'Anvers · Ligne 15 du tramway d'Anvers                               |
|  | o |  | Diamant - Centraal Station | 51° 13′ 00″ N, 4° 25′ 14″ E | Anvers  | Ligne 6 du tramway d'Anvers · Ligne 9 du tramway d'Anvers · Ligne 15 du tramway d'Anvers                               |
|  | o |  | Astrid - Centraal Station  | 51° 13′ 08″ N, 4° 25′ 17″ E | Anvers  | SNCB |
|  | o |  | Elisabeth                  | 51° 13′ 22″ N, 4° 25′ 27″ E | Anvers  | Ligne 3 du tramway d'Anvers · Ligne 5 du tramway d'Anvers · Ligne 6 du tramway d'Anvers                                |
|  | o |  | Handel                     | 51° 13′ 27″ N, 4° 25′ 55″ E | Anvers  | Ligne 3 du tramway d'Anvers · Ligne 5 du tramway d'Anvers · Ligne 6 du tramway d'Anvers                                |
|  | o |  | Schijnpoort                | 51° 13′ 38″ N, 4° 26′ 20″ E | Anvers  | Ligne 3 du tramway d'Anvers · Ligne 5 du tramway d'Anvers · Ligne 6 du tramway d'Anvers · Ligne 12 du tramway d'Anvers |
|  | o |  | Sport                      | 51° 13′ 49″ N, 4° 26′ 34″ E | Anvers  | Ligne 3 du tramway d'Anvers · Ligne 6 du tramway d'Anvers                                                              |
|  | o |  | Gasthuishoeve              | 51° 14′ 19″ N, 4° 26′ 26″ E | Anvers  | Ligne 3 du tramway d'Anvers · Ligne 6 du tramway d'Anvers                                                              |
|  | o |  | Burgemeester Nolf          | 51° 14′ 33″ N, 4° 26′ 28″ E | Anvers  | Ligne 3 du tramway d'Anvers                                                                                            |
|  | o |  | Barnkracht                 | 51° 14′ 38″ N, 4° 26′ 38″ E | Anvers  | Ligne 3 du tramway d'Anvers                                                                                            |
|  | o |  | Oudebareel                 | 51° 14′ 48″ N, 4° 27′ 02″ E | Anvers  | Ligne 3 du tramway d'Anvers                                                                                            |
|  | o |  | Victor Roosens             | 51° 14′ 56″ N, 4° 27′ 15″ E | Anvers  | Ligne 3 du tramway d'Anvers                                                                                            |
|  | o |  | Rerum Novarum              | 51° 15′ 05″ N, 4° 27′ 23″ E | Anvers  | Ligne 3 du tramway d'Anvers                                                                                            |
|  | o |  | Ringlaan                   | 51° 15′ 15″ N, 4° 27′ 32″ E | Anvers  | Ligne 3 du tramway d'Anvers                                                                                            |
|  | O |  | P+R Merksem                | 51° 15′ 31″ N, 4° 27′ 47″ E | Anvers  | P+R |

## Exploitation de la ligne
La ligne 2 est exploitée par De Lijn. Elle est parcourue en 41 minutes.

### Fréquence
La ligne 2 a une fréquence d'un tram toutes les dix minutes en journée, et d'un tram toutes les vingt minutes en soirée.

### Matériel roulant
La ligne est exploitée à l'aide de rames Bombardier Hermelijn.